# 国立东北大学 (阿根廷)
国立东北大学(西班牙语: Universidad Nacional del Nordeste, UNNE)，阿根廷的一所国立大学，校区分别位于科连特斯省科连特斯、查科省雷西斯滕西亚。现有学生53,308名。

## 院系设置
- 建筑学院
- 文学院
- 土地与森林科学学院
- 农机学院
- 精密科学学院
- 法学院
- 兽医学院
- 理学院
- 工程学院
- 人文与社会科学学院